# Jupitrova družina kometov
Jupitrova družina kometov je skupina kometov, ki imajo naslednje lastnosti:
1. po klasični definiciji :
- so kratkoperiodični kometi z obhodno dobo manjšo od 20 let

2. po definiciji, ki jo uporabljata Levison in Duncan 
- so kratkoperiodični kometi z obhodno dobo manjšo od 20 let
- imajo Tisserandov parameter TJ večji od 2 in manjši od 3 (2<TJ<3)

Družina je nastala pod težnostnim vplivom Jupitra. Verjetno izhajajo iz Kuiperjevega pasu. Gibljejo se med Soncem in Jupitrom. Naklon tirnice te skupine kometov je manjši od 45°, mnogi pa imajo naklone med 15 in 20° .
Njihov afelij je na oddaljenosti okoli 5,2 a.e. od Sonca. Ravnina, v kateri krožijo, je enaka kot ravnina kroženja planetov, vsi se tudi gibljejo v isti smeri kot planeti. 